# Marysin (województwo wielkopolskie)
Marysin – wieś w Polsce położona w województwie wielkopolskim, w powiecie gnieźnieńskim, w gminie Niechanowo.
W latach 1975–1998 miejscowość należała administracyjnie do województwa poznańskiego.